# Hemingway (Carolina del Sud)
Hemingway és una població dels Estats Units a l'estat de Carolina del Sud. Segons el cens del 2000 tenia 573 habitants.

## Demografia
Segons el cens del 2000, Hemingway tenia 573 habitants, 259 habitatges i 182 famílies. La densitat de població era de 251,4 habitants/km².
Dels 259 habitatges en un 26,3% hi vivien nens de menys de 18 anys, en un 49,4% hi vivien parelles casades, en un 15,8% dones solteres, i en un 29,7% no eren unitats familiars. En el 29,3% dels habitatges hi vivien persones soles el 15,4% de les quals corresponia a persones de 65 anys o més que vivien soles. El nombre mitjà de persones vivint en cada habitatge era de 2,21 i el nombre mitjà de persones que vivien en cada família era de 2,71.
Per edats la població es repartia de la següent manera: un 22,3% tenia menys de 18 anys, un 5,9% entre 18 i 24, un 21,3% entre 25 i 44, un 26,7% de 45 a 60 i un 23,7% 65 anys o més.
L'edat mediana era de 45 anys. Per cada 100 dones de 18 o més anys hi havia 75,2 homes.
La renda mediana per habitatge era de 28.250 $ i la renda mediana per família de 50.179 $. Els homes tenien una renda mediana de 28.125 $ mentre que les dones 20.987 $. La renda per capita de la població era de 17.888 $. Entorn del 9,9% de les famílies i el 13,1% de la població estaven per davall del llindar de pobresa.

## Poblacions més properes
El següent diagrama mostra les poblacions més properes.